# Madrigalejo
Madrigalejo è un comune spagnolo di 2 115 abitanti situato nella comunità autonoma dell'Estremadura.